# Pedraça
Pedraça ist eine Gemeinde im Norden Portugals.
Pedraça gehört zum Kreis Cabeceiras de Basto im Distrikt Braga, besitzt eine Fläche von 12,2 km² und hat 694 Einwohner (Stand 19. April 2021).